# Formato de sódio
O formato de Sódio ou formiato de sódio, ou ainda metanoato de sódio, é um composto químico, sal de sódio do ácido fórmico, de fórmula HCOONa, peso molecular 68, classificado com o número CAS 141-53-7. É um pó cristalino, branco, higroscópico e com leve odor de ácido fórmico.

## Obtenção
É obtível laboratorialmente a partir na neutralização do ácido fórmico pelo hidróxido de sódio ou carbonato de sódio.
HCOOH + NaOH → HCOONa + H2O
2 HCOOH + Na2CO3 → 2 HCOONa + CO2↑
Pode também ser obtido por reagir clorofórmio com uma solução alcoólica de hidróxido de sódio:
CHCl3 + 4 NaOH → HCOONa + 3 NaCl + 2 H2O
ou por reagir hidróxido de sódio com hidrato de cloral.
C2HCl3(OH)2 + NaOH → CHCl3 + HCOONa + H2O
Este último método é geralmente preferido que o anterior porque a baixa solubilidade em água do CHCl3 o faz ser mais fácil de separar da solução de formato de sódio, por cristalização fracionada, enquanto o cloreto de sódio não o é.
Comercialmente formato de sódio é produzido por absorver monóxido de carbono sob pressão em hidróxido de sódio sólido a 160 °C
CO + NaOH → HCOONa
É também um subproduto da fabricação do pentaeritritol, processo do qual é, após removido, submetido a um processo de purificação visando a obtenção de um produto comercializável.
Apresenta toxidade devida ao íon formiato.

## Aplicações
- É um intermediário na indústria química na produção de ácido fórmico e oxálico.

Na produção de ácido fórmico, reage com o ácido sulfúrico:
{\displaystyle \mathrm {2\ HCOONa+H_{2}SO_{4}\longrightarrow 2\ HCOOH+Na_{2}SO_{4}} }
- Em laboratórios, em química analítica tem utilização para a precipitação de metais nobres. Com efeito tampão, pode ser usado para corrigir valores de pH de ácidos minerais fortes para serem mais elevados.[1]
- Na indústria têxtil e de papel, é utilizado na produção de bissulfato de sódio (hidrossulfato de sódio), que é um agente redutor para o tingimento e branqueamento de fibras. É utilizado também na impressão (estamparia) de tecidos.
- Na indústria coureira é usado nos processos de curtimento ao cromo, como mascarante e também na neutralização (recurtimento) e píquel. No curtimento, aumenta a velocidade e a uniformidade, proporcionando maior rendimento por área de couro atingida e melhorando as suas propriedades físicas.
- Em tratamento de efluentes (questões ambientais), utilizam-se as suas soluções aquosas para a absorção de dióxido de enxofre (anidrido sulforoso) dos gases de exaustão de chaminés, particularmente em usinas termoelétricas.